# Nikola Vujčić (košarkaš)
Nikola Vujčić (Vrgorac, 14. lipnja 1978.), hrvatski profesionalni košarkaš čiji je klub trenutačno KK Split. 
Visok je 211 cm, a igra na poziciji centra.

## Karijera
Vujčić je rođen u južnom hrvatskom gradiću Vrgorcu. Prvi profesionalni nastup imao je u sezoni 1995./96. za Split, prešavši iz juniora istoga kluba. Igrao je tamo sve do sezone 2000./01., s brojem 7 na leđima, isto kao i Toni Kukoč u danima provedenim u splitskoj košarci. Vujčić je nastupio dva puta u finalu hrvatskoga prvenstva, 57 puta u Euroligi, te 28 u Kupu Raimunda Saporte.
2001. je potpisao ugovor za Maccabi kao zamjena za Natea Huffmana, za kojeg se očekivalo da otići iz kluba. No, Huffman je ipak odlučio ostati u klubu, tako da je Vujčić posuđen Asvelu, francuskom prvoligašu. Upravo je on imao jednu od najvažnijih uloga u Asvelovom osvajanju prve lige nakon 21-godišnjega posta. Igrao je u četrnaest euroligaških utakmica s prosjekom od 15,7 koševa i 6,4 skoka po utakmici.
Od sezone 2002./03. do sezone 2007./08., Vujčić igra za Maccabi. U tim sezonama osvojio je dvije euroligaške titule (2004. i 2005.), pet domaćih prvenstava i četiri kupa.
Nakon Maccabija dvije sezone (2008./09. i 2009./10.) provodi u grčkom Olympiakosu, s kojim osvaja jedan Kup Grčke i igra na dva Final Foura Eurolige. Sa šest nastupa na završnim turnirima Eurolige najuspješniji je hrvatski košarkaš u povijesti.
Sezonu 2010./11. započeo je u svom matičnom Splitu, a nastavio u turskom euroligašu Efes Pilsenu.
Njegove košarkaške vrline i mane su poprilično tipične za centra koji dolazi iz Hrvatske. Iako su njegove obrambene sposobnosti upitne, izvrsno se kreće u reketu, ima izvrstan šut (uključujući i povremene šuteve za tri poena), te izvrsno asistira.
On je ostao u povijesti košarke kao prvi igrač koji je ostvario triple-double u Euroligi. 3. studenoga 2005., u utakmici protiv Prokoma, imao je 11 poena, 12 skokova i 11 asistencija. Naravno, Maccabi je pobijedio glatko, 95:68.
Kao član hrvatske košarkaške reprezentacije, igrao je na Europskim prvenstvima 1997., 1999., 2001., 2005. i 2009.

## Klub 2000
Dana 18. prosinca 2008. je u pobjedi od svog Olympiakosa protiv Cibone zabio 12 koševa što mu je bilo dovoljno da se učlani u ekskluzivni klub košarkaša koji su prešli 2.000 poena u Euroligi.
Vujčić je postao tek peti igrač kojemu je to uspjelo, a među njima je su Marcus Brown današnji član Houstona  Luis Scola, prvak Europe J. R. Holden i Jaka Lakovič.

## Vanjske poveznice
- Akademija Nikola Vujčić - službena web stranica Nikole Vujčića  Arhivirana inačica izvorne stranice od 24. listopada 2012. (Wayback Machine)